# Bùng phát virus Nipah tại Kerala 2018
Bùng phát virus Nipah tại Kerala là sự bùng nổ của virus Nipah ở bang Kerala, Ấn Độ, bắt nguồn từ những con dơi ăn quả trong khu vực. Dịch bùng phát tại các huyện Kozhikode và Malappuram của Kerala và giết chết 17 người, bao gồm cả Mohammed Sadiq, trường hợp bị nghi ngờ nhiễm đầu tiên. Sự bùng nổ đã được chứa và tuyên bố vào ngày 10 tháng 6 năm 2018. Đây là ổ dịch thứ ba được báo cáo ở Ấn Độ, với những trường hợp trước đó đã xảy ra vào năm 2001 (45 ca tử vong) và năm 2007 (5 ca tử vong).

## Mốc thời gian
Các trường hợp đầu tiên của ổ dịch này đã được báo cáo tại một bệnh viện cấp quận ở quận Kozhikode vào ngày 2 tháng 5. Bệnh nhân này - Mohammed Sadiq — sau đó được đưa đến trường Cao đẳng Y tế của Chính phủ, Kozhikode để điều trị thêm, sau đó ông đã qua đời vì virus. Sau đó, anh trai Mohammed Salih được nhận vào Bệnh viện Tưởng niệm trẻ em, Kozhikode, với nghi ngờ viêm não do vi-rút. Một nhóm các bác sĩ ở đây nghi ngờ là virus Nipah, vì các triệu chứng tương tự như của anh trai người đã qua đời vào lúc đó. Các mẫu đã được thử nghiệm tại Viện Virological Manipal, nơi nó được xác nhận là một trường hợp của virus Nipah; mẫu cũng được xét nghiệm dương tính tại Viện Virology Quốc gia, Pune.
Sadiq đã truyền siêu vi khuẩn này sang 16 người tại Bệnh viện Đại học Y khoa; sau đó hai người khác bị nhiễm bệnh, làm tăng tổng số người bị nhiễm đến con số 18. Có 10 người chết trong tuần đầu tiên, bao gồm một nhân viên y tế là người chăm sóc cho những bệnh nhân ban đầu trước khi chẩn đoán. Bùng phát dịch bắt đầu ở huyện Kozhikode và sau đó lan sang quận Malappuram liền kề. Các tư vấn sức khỏe đã được ban hành cho Bắc Kerala cũng như các quận lân cận của Karnataka, với hai trường hợp nghi ngờ được phát hiện tại Mangalore vào ngày 23 tháng 5 năm 2018.